# Al-Ahli Club Sidab
Der al-Ahli Club Sidab (arabisch نادي أهلي سداب الرياضي, DMG Nādī Ahlī Sidāb ar-riyāḍī) ist ein omanischer Sportverein in Sidab, innerhalb des Gouvernement Maskat. Hauptsächlich ist er für seine Fußballmannschaft bekannt, jedoch konnte auch die Hockeymannschaft historisch große Erfolge erzielen. Als Heimspielstätte wird das Sultan-Qabus-Sportzentrum genutzt. Teilweise werden auch im Royal Oman Police Stadion Partien ausgetragen.

## Vorgängerverein
Wann genau al-Ahli gegründet wurde, ist nicht bekannt. Er gehörte aber mit zu den ersten Klubs im Land und konnte in der Saison 1981/82 auch seinen ersten Meistertitel holen. Zuvor gewann man in dieser Zeit schon mehrfach den nationalen Pokal.
Nach der Saison 1995/96 stieg der Klub dann aus dem Oberhaus ab. Zwar kehrte man zur Saison 2000/01 zurück, jedoch folgte ein Abstieg schon wieder nach der Spielzeit 2002/03.

## Geschichte
Der Klub wurde am 18. April 2004 durch eine Fusion von al-Ahli und Sidab gegründet. Dadurch wurde der Klub direkt in die Erste Liga befördert. Hier konnte man sich aber nicht halten und stieg direkt mit 24 Punkten knapp wieder ab.
Nach der Runde 2009/10 gelang es sich für die Playoffs um den Aufstieg zu qualifizieren und hier direkt als Meister den Aufstieg zu schaffen. Nach einer Spielzeit, in welcher man sich in der Liga halten konnte, folgte im Anschluss an die Saison 2011/12 der erneute Abstieg. Zudem stieg man nach der Folgesaison sogar aus der zweitklassigen First Division ab. In diese kehrte das Team aber in der Spielzeit 2014/15 wieder zurück.
In seiner Gruppe konnte man aber erneut die Klasse nicht halten. In Folge von einer Umstrukturierung ging der Klub zur Spielzeit 2019/20 in die zweite Liga über. Dadurch, dass man dorthin nicht sportlich kam, hatte man in seiner Gruppe aber überhaupt keine Chance und schloss mit drei Punkten ab. Da es aber keine Absteiger gab, war dies ohne weitere Folgen. Im Gegensatz dazu gelang es in der Spielzeit 2020/21 mit 18 Punkten Erster seiner Gruppe in der Hauptrunde zu werden. In dieser verpasste man aber die nächste Phase dann nur knapp.

## Erfolge

### Fußball
- Oman Professional League (1):

- 1981/82

- Oman Cup (5):

- 1972, 1982, 1983, 1984, 1988

- Oman First Division League (1):

- 2009/10

### Andere Sportarten
Hockey
- Sultan Qaboos Cup (7):

- 1957, 1985, 1990, 1995, 1998, 2002, 2005